# Coelotes noctulus
Coelotes noctulus là một loài nhện trong họ Amaurobiidae.
Loài này thuộc chi Coelotes. Coelotes noctulus được miêu tả năm 1990 bởi Jia-Fu Wang et al..